# Andries Hendrik Potgieter
Andries Hendrik Potgieter (Tarkastad, Colònia del Cap, 19 de desembre de 1792 - 16 de desembre de 1852) va ser un líder dels Voortrekkers. Es va destacar com el primer líder dels vooktrekkers de la zona de Potchefstroom (amb Winburg i Ohrigstad) de 1840 i fins a 1845 i també com primer cap d'estat de Zoutpansberg de 1845 fins a 1852. Era el segon fill de Petronella Margaretha i Hermanus Potgieter.
Va créixer destinat a ser un ric granger d'ovelles i va lluitar amb les Quarta i Cinquena Guerres Frontereres. No obstant això, com molts altres grangers neerlandesos, francesos, i descendents d'alemanys coneguts com a bòers que vivien a la Colònia del Cap, va decidir deixar la colònia en 1834. Retardat per la Sisena Guerra Fronterera, Potgieter i un grup de Voortrekkers sota el seu comandament se'n van anar en 1835. Altres emigrants sota el lideratge de Johannes Hendrik Janse i Louis Trichardt Rensburg l'havien precedit. El líder espiritual dels Voortrekkers, Sarel Arnoldus Cilliers, es va unir més tard al viatge de Potgieter.
Ell i els seus emigrants es van moure a l'interior de l'actual Estat Lliure d'Orange, on van signar un tractat amb el líder del baralong, Moroka. El tractat va estipular que Potgieter protegiria al Baralong contra els atacants matabele a canvi de terra. L'extensió de terra cedida era del riu Vet al riu Vaal. El cap dels matabele, Mzilikazi, amenaçat per la incursió blanca en el que ell veia com a la seva esfera de la influència, va dirigir l'atac matabele al laager (cercle de carretes de bous) de Potgieter l'octubre de 1836 a Vegkop, prop de la ciutat actual de Heilbron. L'atac va ser rebutjat, però els matabele se'n van anar amb la major part dels bous trekker, animals de tir crucials per als seus carros. Els grups de viatgers combinats de Piet Retief i Gerrit Maritz van venir al rescat de Potgieter. Moroka també va ajudar amb bous.
El seu grup es va unir amb Retief i Maritz a Thaba Nchu, on van formar un govern Voortrekker i van decidir moure's a la regió de Natal. Potgieter no va estar a favor d'això i es va quedar en l'Estat Lliure en 1838. Després que Piet Retief i el seu grup fossin assassinats per Dingane i els grups Voortrekker fossin atacats a Bloukrans i el riu dels Boiximans, Potgieter i Pieter Lafras Uys, van anar per a ajudar-los. Es va reunir una força militar, però per a prevenir el cisma i la discòrdia, el nou capdavanter Voortrekker en Natal, Maritz, diplomàticament el va anunciar que tant Uys com Potgieter havien de manar. Aquesta força dividida va ser atreta a una emboscada pels zulus a Italeni i tant Uys com el seu fill Dirkie hi van morir. La força envoltada i superada en nombre va fugir. Potgieter va ser criticat per les seves accions i la força va ser anomenada el Comando de la Fugida o "Die Vlugkommado". Ell va ser acusat injustament de causar expressament la mort d'Uys per conduir la força a l'emboscada. Aleshores va marxar de Natal i es va traslladar al Transvaal.
Posteriorment va continuar per a fundar Potchefstroom (en honor seu) i es va ocupar com primer cap d'estat de la República Potchefstroom entre 1840 i 1845. Potgieter més tard també va continuar fundant Ohrigstad (al principi es va anomenar Andries-Ohrigstad per Potgieter i George Ohrig) en 1845, com una estació de comerç. A causa de la malària la ciutat va haver de ser abandonada i els habitants, fins i tot Potgieter, es van traslladar a l'àrea de Zoutpansberg, on va fundar la ciutat de Zoutpansbergdorp, que més tard anomenar Schoemasdal. Després de l'annexió de Natal en 1842 per Gran Bretanya, molts Trekkers de Natal es van traslladar a l'Estat Lliure i Transvaal. Aquests nouvinguts i el seu líder, Andries Pretorius, van rebutjar acceptar l'autoritat de Potgieter, i va sorgir una lluita pel poder. Tanmateix, es va evitar una guerra, i en 1848 i es va signar el tractat de Rustenburg. Potgieter va morir el 16 de desembre de 1852 a Schoemasdal.